# Stamboom Willem van Oranje-Nassau (1817-1890)
Dit is de stamboom van Willem van Oranje-Nassau (1817-1890). Willem III was van 1849 tot 1890 Koning der Nederlanden.
| Stamboom Willem van Oranje-Nassau (1817-1890) | Stamboom Willem van Oranje-Nassau (1817-1890)                                    | Stamboom Willem van Oranje-Nassau (1817-1890)                                    | Stamboom Willem van Oranje-Nassau (1817-1890)                                    | Stamboom Willem van Oranje-Nassau (1817-1890)                                    | Stamboom Willem van Oranje-Nassau (1817-1890)                                    | Stamboom Willem van Oranje-Nassau (1817-1890)                                              | Stamboom Willem van Oranje-Nassau (1817-1890)                                              | Stamboom Willem van Oranje-Nassau (1817-1890)                                              | Stamboom Willem van Oranje-Nassau (1817-1890)                                              | Stamboom Willem van Oranje-Nassau (1817-1890)                                              | Stamboom Willem van Oranje-Nassau (1817-1890)                                                | Stamboom Willem van Oranje-Nassau (1817-1890)                                                | Stamboom Willem van Oranje-Nassau (1817-1890)                                                | Stamboom Willem van Oranje-Nassau (1817-1890)                                                | Stamboom Willem van Oranje-Nassau (1817-1890)                                                | Stamboom Willem van Oranje-Nassau (1817-1890)                                                | Stamboom Willem van Oranje-Nassau (1817-1890)                                                | Stamboom Willem van Oranje-Nassau (1817-1890)                                                | Stamboom Willem van Oranje-Nassau (1817-1890)                                                | Stamboom Willem van Oranje-Nassau (1817-1890)                                                | Stamboom Willem van Oranje-Nassau (1817-1890)                                                                                | Stamboom Willem van Oranje-Nassau (1817-1890)                                                                                | Stamboom Willem van Oranje-Nassau (1817-1890)                                                                                | Stamboom Willem van Oranje-Nassau (1817-1890)                                                                                | Stamboom Willem van Oranje-Nassau (1817-1890)                                                                                | Stamboom Willem van Oranje-Nassau (1817-1890)                                                                                | Stamboom Willem van Oranje-Nassau (1817-1890)                                                                                | Stamboom Willem van Oranje-Nassau (1817-1890)                                                                                | Stamboom Willem van Oranje-Nassau (1817-1890)                                                                                | Stamboom Willem van Oranje-Nassau (1817-1890)                                                                                | Stamboom Willem van Oranje-Nassau (1817-1890)                                                         | Stamboom Willem van Oranje-Nassau (1817-1890)                                                         | Stamboom Willem van Oranje-Nassau (1817-1890)                                                         | Stamboom Willem van Oranje-Nassau (1817-1890)                                                         | Stamboom Willem van Oranje-Nassau (1817-1890)                                                         | Stamboom Willem van Oranje-Nassau (1817-1890)                                                         | Stamboom Willem van Oranje-Nassau (1817-1890)                                                         | Stamboom Willem van Oranje-Nassau (1817-1890)                                                         | Stamboom Willem van Oranje-Nassau (1817-1890)                                                         | Stamboom Willem van Oranje-Nassau (1817-1890)                                                         |
| --------------------------------------------- | -------------------------------------------------------------------------------- | -------------------------------------------------------------------------------- | -------------------------------------------------------------------------------- | -------------------------------------------------------------------------------- | -------------------------------------------------------------------------------- | ------------------------------------------------------------------------------------------ | ------------------------------------------------------------------------------------------ | ------------------------------------------------------------------------------------------ | ------------------------------------------------------------------------------------------ | ------------------------------------------------------------------------------------------ | -------------------------------------------------------------------------------------------- | -------------------------------------------------------------------------------------------- | -------------------------------------------------------------------------------------------- | -------------------------------------------------------------------------------------------- | -------------------------------------------------------------------------------------------- | -------------------------------------------------------------------------------------------- | -------------------------------------------------------------------------------------------- | -------------------------------------------------------------------------------------------- | -------------------------------------------------------------------------------------------- | -------------------------------------------------------------------------------------------- | --- | --- | --- | --- | --- | --- | --- | --- | --- | --- | --- | --- | --- | --- | --- | --- | --- | --- | --- | --- |
| betovergrootouders                            | Willem IV van Oranje-Nassau (1711-1751) x 1734 Anna van Hannover (1709-1759)     | Willem IV van Oranje-Nassau (1711-1751) x 1734 Anna van Hannover (1709-1759)     | Willem IV van Oranje-Nassau (1711-1751) x 1734 Anna van Hannover (1709-1759)     | Willem IV van Oranje-Nassau (1711-1751) x 1734 Anna van Hannover (1709-1759)     | Willem IV van Oranje-Nassau (1711-1751) x 1734 Anna van Hannover (1709-1759)     | August Willem van Pruisen (1722-1758) x 1742 Amalia van Brunswijk-Wolfenbüttel (1722-1780) | August Willem van Pruisen (1722-1758) x 1742 Amalia van Brunswijk-Wolfenbüttel (1722-1780) | August Willem van Pruisen (1722-1758) x 1742 Amalia van Brunswijk-Wolfenbüttel (1722-1780) | August Willem van Pruisen (1722-1758) x 1742 Amalia van Brunswijk-Wolfenbüttel (1722-1780) | August Willem van Pruisen (1722-1758) x 1742 Amalia van Brunswijk-Wolfenbüttel (1722-1780) | August Willem van Pruisen (1722-1758) x 1742 Amalia van Brunswijk-Wolfenbüttel (1722-1780)   | August Willem van Pruisen (1722-1758) x 1742 Amalia van Brunswijk-Wolfenbüttel (1722-1780)   | August Willem van Pruisen (1722-1758) x 1742 Amalia van Brunswijk-Wolfenbüttel (1722-1780)   | August Willem van Pruisen (1722-1758) x 1742 Amalia van Brunswijk-Wolfenbüttel (1722-1780)   | August Willem van Pruisen (1722-1758) x 1742 Amalia van Brunswijk-Wolfenbüttel (1722-1780)   | Lodewijk IX van Hessen-Darmstadt (1719-1790) x 1741 Henriëtte Caroline van Palts-Tweebruggen | Lodewijk IX van Hessen-Darmstadt (1719-1790) x 1741 Henriëtte Caroline van Palts-Tweebruggen | Lodewijk IX van Hessen-Darmstadt (1719-1790) x 1741 Henriëtte Caroline van Palts-Tweebruggen | Lodewijk IX van Hessen-Darmstadt (1719-1790) x 1741 Henriëtte Caroline van Palts-Tweebruggen | Lodewijk IX van Hessen-Darmstadt (1719-1790) x 1741 Henriëtte Caroline van Palts-Tweebruggen | Karel Frederik van Holstein-Gottorp x 1725 Anna Petrovna                                                                     | Karel Frederik van Holstein-Gottorp x 1725 Anna Petrovna                                                                     | Karel Frederik van Holstein-Gottorp x 1725 Anna Petrovna                                                                     | Karel Frederik van Holstein-Gottorp x 1725 Anna Petrovna                                                                     | Karel Frederik van Holstein-Gottorp x 1725 Anna Petrovna                                                                     | Christiaan August van Anhalt-Zerbst x 1727 Johanna Elisabeth van Sleeswijk-Holstein-Gottorp                                  | Christiaan August van Anhalt-Zerbst x 1727 Johanna Elisabeth van Sleeswijk-Holstein-Gottorp                                  | Christiaan August van Anhalt-Zerbst x 1727 Johanna Elisabeth van Sleeswijk-Holstein-Gottorp                                  | Christiaan August van Anhalt-Zerbst x 1727 Johanna Elisabeth van Sleeswijk-Holstein-Gottorp                                  | Christiaan August van Anhalt-Zerbst x 1727 Johanna Elisabeth van Sleeswijk-Holstein-Gottorp                                  | Karel Alexander van Württemberg (1684-1737) x 1727 Maria Augusta van Thurn und Taxis (1706-1756)      | Karel Alexander van Württemberg (1684-1737) x 1727 Maria Augusta van Thurn und Taxis (1706-1756)      | Karel Alexander van Württemberg (1684-1737) x 1727 Maria Augusta van Thurn und Taxis (1706-1756)      | Karel Alexander van Württemberg (1684-1737) x 1727 Maria Augusta van Thurn und Taxis (1706-1756)      | Karel Alexander van Württemberg (1684-1737) x 1727 Maria Augusta van Thurn und Taxis (1706-1756)      | Frederik Willem van Brandenburg-Schwedt (1700-1771) x 1734 Sophia Dorothea van Pruisen (1719-1765)    | Frederik Willem van Brandenburg-Schwedt (1700-1771) x 1734 Sophia Dorothea van Pruisen (1719-1765)    | Frederik Willem van Brandenburg-Schwedt (1700-1771) x 1734 Sophia Dorothea van Pruisen (1719-1765)    | Frederik Willem van Brandenburg-Schwedt (1700-1771) x 1734 Sophia Dorothea van Pruisen (1719-1765)    | Frederik Willem van Brandenburg-Schwedt (1700-1771) x 1734 Sophia Dorothea van Pruisen (1719-1765)    |
| Overgrootouders                               | Willem V van Oranje-Nassau (1748-1806) x 1767 Wilhelmina van Pruisen (1751-1820) | Willem V van Oranje-Nassau (1748-1806) x 1767 Wilhelmina van Pruisen (1751-1820) | Willem V van Oranje-Nassau (1748-1806) x 1767 Wilhelmina van Pruisen (1751-1820) | Willem V van Oranje-Nassau (1748-1806) x 1767 Wilhelmina van Pruisen (1751-1820) | Willem V van Oranje-Nassau (1748-1806) x 1767 Wilhelmina van Pruisen (1751-1820) | Willem V van Oranje-Nassau (1748-1806) x 1767 Wilhelmina van Pruisen (1751-1820)           | Willem V van Oranje-Nassau (1748-1806) x 1767 Wilhelmina van Pruisen (1751-1820)           | Willem V van Oranje-Nassau (1748-1806) x 1767 Wilhelmina van Pruisen (1751-1820)           | Willem V van Oranje-Nassau (1748-1806) x 1767 Wilhelmina van Pruisen (1751-1820)           | Willem V van Oranje-Nassau (1748-1806) x 1767 Wilhelmina van Pruisen (1751-1820)           | Frederik Willem II van Pruisen (1744-1797) x 1769 Frederika van Hessen-Darmstadt (1751-1805) | Frederik Willem II van Pruisen (1744-1797) x 1769 Frederika van Hessen-Darmstadt (1751-1805) | Frederik Willem II van Pruisen (1744-1797) x 1769 Frederika van Hessen-Darmstadt (1751-1805) | Frederik Willem II van Pruisen (1744-1797) x 1769 Frederika van Hessen-Darmstadt (1751-1805) | Frederik Willem II van Pruisen (1744-1797) x 1769 Frederika van Hessen-Darmstadt (1751-1805) | Frederik Willem II van Pruisen (1744-1797) x 1769 Frederika van Hessen-Darmstadt (1751-1805) | Frederik Willem II van Pruisen (1744-1797) x 1769 Frederika van Hessen-Darmstadt (1751-1805) | Frederik Willem II van Pruisen (1744-1797) x 1769 Frederika van Hessen-Darmstadt (1751-1805) | Frederik Willem II van Pruisen (1744-1797) x 1769 Frederika van Hessen-Darmstadt (1751-1805) | Frederik Willem II van Pruisen (1744-1797) x 1769 Frederika van Hessen-Darmstadt (1751-1805) | Peter III Fjodorovitsj (1728-1762) x 1745 Sophie Augusta Frederika van Anhalt-Zerbst-Dornburg (1729-1796) Catharina de Grote | Peter III Fjodorovitsj (1728-1762) x 1745 Sophie Augusta Frederika van Anhalt-Zerbst-Dornburg (1729-1796) Catharina de Grote | Peter III Fjodorovitsj (1728-1762) x 1745 Sophie Augusta Frederika van Anhalt-Zerbst-Dornburg (1729-1796) Catharina de Grote | Peter III Fjodorovitsj (1728-1762) x 1745 Sophie Augusta Frederika van Anhalt-Zerbst-Dornburg (1729-1796) Catharina de Grote | Peter III Fjodorovitsj (1728-1762) x 1745 Sophie Augusta Frederika van Anhalt-Zerbst-Dornburg (1729-1796) Catharina de Grote | Peter III Fjodorovitsj (1728-1762) x 1745 Sophie Augusta Frederika van Anhalt-Zerbst-Dornburg (1729-1796) Catharina de Grote | Peter III Fjodorovitsj (1728-1762) x 1745 Sophie Augusta Frederika van Anhalt-Zerbst-Dornburg (1729-1796) Catharina de Grote | Peter III Fjodorovitsj (1728-1762) x 1745 Sophie Augusta Frederika van Anhalt-Zerbst-Dornburg (1729-1796) Catharina de Grote | Peter III Fjodorovitsj (1728-1762) x 1745 Sophie Augusta Frederika van Anhalt-Zerbst-Dornburg (1729-1796) Catharina de Grote | Peter III Fjodorovitsj (1728-1762) x 1745 Sophie Augusta Frederika van Anhalt-Zerbst-Dornburg (1729-1796) Catharina de Grote | Frederik II van Württemberg (1732-1797) x 1753 Frederika Dorothea van Brandenburg-Schwedt (1736-1798) | Frederik II van Württemberg (1732-1797) x 1753 Frederika Dorothea van Brandenburg-Schwedt (1736-1798) | Frederik II van Württemberg (1732-1797) x 1753 Frederika Dorothea van Brandenburg-Schwedt (1736-1798) | Frederik II van Württemberg (1732-1797) x 1753 Frederika Dorothea van Brandenburg-Schwedt (1736-1798) | Frederik II van Württemberg (1732-1797) x 1753 Frederika Dorothea van Brandenburg-Schwedt (1736-1798) | Frederik II van Württemberg (1732-1797) x 1753 Frederika Dorothea van Brandenburg-Schwedt (1736-1798) | Frederik II van Württemberg (1732-1797) x 1753 Frederika Dorothea van Brandenburg-Schwedt (1736-1798) | Frederik II van Württemberg (1732-1797) x 1753 Frederika Dorothea van Brandenburg-Schwedt (1736-1798) | Frederik II van Württemberg (1732-1797) x 1753 Frederika Dorothea van Brandenburg-Schwedt (1736-1798) | Frederik II van Württemberg (1732-1797) x 1753 Frederika Dorothea van Brandenburg-Schwedt (1736-1798) |
| Grootouders                                   | Willem I van Oranje-Nassau (1772-1843) x 1791 Wilhelmina van Pruisen (1774-1837) | Willem I van Oranje-Nassau (1772-1843) x 1791 Wilhelmina van Pruisen (1774-1837) | Willem I van Oranje-Nassau (1772-1843) x 1791 Wilhelmina van Pruisen (1774-1837) | Willem I van Oranje-Nassau (1772-1843) x 1791 Wilhelmina van Pruisen (1774-1837) | Willem I van Oranje-Nassau (1772-1843) x 1791 Wilhelmina van Pruisen (1774-1837) | Willem I van Oranje-Nassau (1772-1843) x 1791 Wilhelmina van Pruisen (1774-1837)           | Willem I van Oranje-Nassau (1772-1843) x 1791 Wilhelmina van Pruisen (1774-1837)           | Willem I van Oranje-Nassau (1772-1843) x 1791 Wilhelmina van Pruisen (1774-1837)           | Willem I van Oranje-Nassau (1772-1843) x 1791 Wilhelmina van Pruisen (1774-1837)           | Willem I van Oranje-Nassau (1772-1843) x 1791 Wilhelmina van Pruisen (1774-1837)           | Willem I van Oranje-Nassau (1772-1843) x 1791 Wilhelmina van Pruisen (1774-1837)             | Willem I van Oranje-Nassau (1772-1843) x 1791 Wilhelmina van Pruisen (1774-1837)             | Willem I van Oranje-Nassau (1772-1843) x 1791 Wilhelmina van Pruisen (1774-1837)             | Willem I van Oranje-Nassau (1772-1843) x 1791 Wilhelmina van Pruisen (1774-1837)             | Willem I van Oranje-Nassau (1772-1843) x 1791 Wilhelmina van Pruisen (1774-1837)             | Willem I van Oranje-Nassau (1772-1843) x 1791 Wilhelmina van Pruisen (1774-1837)             | Willem I van Oranje-Nassau (1772-1843) x 1791 Wilhelmina van Pruisen (1774-1837)             | Willem I van Oranje-Nassau (1772-1843) x 1791 Wilhelmina van Pruisen (1774-1837)             | Willem I van Oranje-Nassau (1772-1843) x 1791 Wilhelmina van Pruisen (1774-1837)             | Willem I van Oranje-Nassau (1772-1843) x 1791 Wilhelmina van Pruisen (1774-1837)             | Paul I Romanov (1754-1801) x 1776 Sophia Dorothea van Württemberg (1759-1828) Maria Fjodorovna                               | Paul I Romanov (1754-1801) x 1776 Sophia Dorothea van Württemberg (1759-1828) Maria Fjodorovna                               | Paul I Romanov (1754-1801) x 1776 Sophia Dorothea van Württemberg (1759-1828) Maria Fjodorovna                               | Paul I Romanov (1754-1801) x 1776 Sophia Dorothea van Württemberg (1759-1828) Maria Fjodorovna                               | Paul I Romanov (1754-1801) x 1776 Sophia Dorothea van Württemberg (1759-1828) Maria Fjodorovna                               | Paul I Romanov (1754-1801) x 1776 Sophia Dorothea van Württemberg (1759-1828) Maria Fjodorovna                               | Paul I Romanov (1754-1801) x 1776 Sophia Dorothea van Württemberg (1759-1828) Maria Fjodorovna                               | Paul I Romanov (1754-1801) x 1776 Sophia Dorothea van Württemberg (1759-1828) Maria Fjodorovna                               | Paul I Romanov (1754-1801) x 1776 Sophia Dorothea van Württemberg (1759-1828) Maria Fjodorovna                               | Paul I Romanov (1754-1801) x 1776 Sophia Dorothea van Württemberg (1759-1828) Maria Fjodorovna                               | Paul I Romanov (1754-1801) x 1776 Sophia Dorothea van Württemberg (1759-1828) Maria Fjodorovna        | Paul I Romanov (1754-1801) x 1776 Sophia Dorothea van Württemberg (1759-1828) Maria Fjodorovna        | Paul I Romanov (1754-1801) x 1776 Sophia Dorothea van Württemberg (1759-1828) Maria Fjodorovna        | Paul I Romanov (1754-1801) x 1776 Sophia Dorothea van Württemberg (1759-1828) Maria Fjodorovna        | Paul I Romanov (1754-1801) x 1776 Sophia Dorothea van Württemberg (1759-1828) Maria Fjodorovna        | Paul I Romanov (1754-1801) x 1776 Sophia Dorothea van Württemberg (1759-1828) Maria Fjodorovna        | Paul I Romanov (1754-1801) x 1776 Sophia Dorothea van Württemberg (1759-1828) Maria Fjodorovna        | Paul I Romanov (1754-1801) x 1776 Sophia Dorothea van Württemberg (1759-1828) Maria Fjodorovna        | Paul I Romanov (1754-1801) x 1776 Sophia Dorothea van Württemberg (1759-1828) Maria Fjodorovna        | Paul I Romanov (1754-1801) x 1776 Sophia Dorothea van Württemberg (1759-1828) Maria Fjodorovna        |
| Ouders                                        | Willem II van Oranje-Nassau (1792-1849) x 1816 Anna Paulowna (1795-1865)         | Willem II van Oranje-Nassau (1792-1849) x 1816 Anna Paulowna (1795-1865)         | Willem II van Oranje-Nassau (1792-1849) x 1816 Anna Paulowna (1795-1865)         | Willem II van Oranje-Nassau (1792-1849) x 1816 Anna Paulowna (1795-1865)         | Willem II van Oranje-Nassau (1792-1849) x 1816 Anna Paulowna (1795-1865)         | Willem II van Oranje-Nassau (1792-1849) x 1816 Anna Paulowna (1795-1865)                   | Willem II van Oranje-Nassau (1792-1849) x 1816 Anna Paulowna (1795-1865)                   | Willem II van Oranje-Nassau (1792-1849) x 1816 Anna Paulowna (1795-1865)                   | Willem II van Oranje-Nassau (1792-1849) x 1816 Anna Paulowna (1795-1865)                   | Willem II van Oranje-Nassau (1792-1849) x 1816 Anna Paulowna (1795-1865)                   | Willem II van Oranje-Nassau (1792-1849) x 1816 Anna Paulowna (1795-1865)                     | Willem II van Oranje-Nassau (1792-1849) x 1816 Anna Paulowna (1795-1865)                     | Willem II van Oranje-Nassau (1792-1849) x 1816 Anna Paulowna (1795-1865)                     | Willem II van Oranje-Nassau (1792-1849) x 1816 Anna Paulowna (1795-1865)                     | Willem II van Oranje-Nassau (1792-1849) x 1816 Anna Paulowna (1795-1865)                     | Willem II van Oranje-Nassau (1792-1849) x 1816 Anna Paulowna (1795-1865)                     | Willem II van Oranje-Nassau (1792-1849) x 1816 Anna Paulowna (1795-1865)                     | Willem II van Oranje-Nassau (1792-1849) x 1816 Anna Paulowna (1795-1865)                     | Willem II van Oranje-Nassau (1792-1849) x 1816 Anna Paulowna (1795-1865)                     | Willem II van Oranje-Nassau (1792-1849) x 1816 Anna Paulowna (1795-1865)                     | Willem II van Oranje-Nassau (1792-1849) x 1816 Anna Paulowna (1795-1865)                                                     | Willem II van Oranje-Nassau (1792-1849) x 1816 Anna Paulowna (1795-1865)                                                     | Willem II van Oranje-Nassau (1792-1849) x 1816 Anna Paulowna (1795-1865)                                                     | Willem II van Oranje-Nassau (1792-1849) x 1816 Anna Paulowna (1795-1865)                                                     | Willem II van Oranje-Nassau (1792-1849) x 1816 Anna Paulowna (1795-1865)                                                     | Willem II van Oranje-Nassau (1792-1849) x 1816 Anna Paulowna (1795-1865)                                                     | Willem II van Oranje-Nassau (1792-1849) x 1816 Anna Paulowna (1795-1865)                                                     | Willem II van Oranje-Nassau (1792-1849) x 1816 Anna Paulowna (1795-1865)                                                     | Willem II van Oranje-Nassau (1792-1849) x 1816 Anna Paulowna (1795-1865)                                                     | Willem II van Oranje-Nassau (1792-1849) x 1816 Anna Paulowna (1795-1865)                                                     | Willem II van Oranje-Nassau (1792-1849) x 1816 Anna Paulowna (1795-1865)                              | Willem II van Oranje-Nassau (1792-1849) x 1816 Anna Paulowna (1795-1865)                              | Willem II van Oranje-Nassau (1792-1849) x 1816 Anna Paulowna (1795-1865)                              | Willem II van Oranje-Nassau (1792-1849) x 1816 Anna Paulowna (1795-1865)                              | Willem II van Oranje-Nassau (1792-1849) x 1816 Anna Paulowna (1795-1865)                              | Willem II van Oranje-Nassau (1792-1849) x 1816 Anna Paulowna (1795-1865)                              | Willem II van Oranje-Nassau (1792-1849) x 1816 Anna Paulowna (1795-1865)                              | Willem II van Oranje-Nassau (1792-1849) x 1816 Anna Paulowna (1795-1865)                              | Willem II van Oranje-Nassau (1792-1849) x 1816 Anna Paulowna (1795-1865)                              | Willem II van Oranje-Nassau (1792-1849) x 1816 Anna Paulowna (1795-1865)                              |
| Willem III van Oranje-nassau (1817-1890)      |                                                                                  |                                                                                  |                                                                                  |                                                                                  |                                                                                  |                                                                                            |                                                                                            |                                                                                            |                                                                                            |                                                                                            |                                                                                              |                                                                                              |                                                                                              |                                                                                              |                                                                                              |                                                                                              |                                                                                              |                                                                                              |                                                                                              |                                                                                              | | | | | | | | | | | | | | | | | | | | |
| Gehuwd met                                    | x 1839 Sophia van Württemberg (1818-1877)                                        | x 1839 Sophia van Württemberg (1818-1877)                                        | x 1839 Sophia van Württemberg (1818-1877)                                        | x 1839 Sophia van Württemberg (1818-1877)                                        | x 1839 Sophia van Württemberg (1818-1877)                                        | x 1839 Sophia van Württemberg (1818-1877)                                                  | x 1839 Sophia van Württemberg (1818-1877)                                                  | x 1839 Sophia van Württemberg (1818-1877)                                                  | x 1839 Sophia van Württemberg (1818-1877)                                                  | x 1839 Sophia van Württemberg (1818-1877)                                                  | x 1839 Sophia van Württemberg (1818-1877)                                                    | x 1839 Sophia van Württemberg (1818-1877)                                                    | x 1879 Emma van Waldeck-Pyrmont (1858-1934)                                                  | x 1879 Emma van Waldeck-Pyrmont (1858-1934)                                                  | x 1879 Emma van Waldeck-Pyrmont (1858-1934)                                                  | x 1879 Emma van Waldeck-Pyrmont (1858-1934)                                                  | x 1879 Emma van Waldeck-Pyrmont (1858-1934)                                                  | x 1879 Emma van Waldeck-Pyrmont (1858-1934)                                                  | x 1879 Emma van Waldeck-Pyrmont (1858-1934)                                                  | x 1879 Emma van Waldeck-Pyrmont (1858-1934)                                                  | x 1879 Emma van Waldeck-Pyrmont (1858-1934)                                                                                  | x 1879 Emma van Waldeck-Pyrmont (1858-1934)                                                                                  | x 1879 Emma van Waldeck-Pyrmont (1858-1934)                                                                                  | x 1879 Emma van Waldeck-Pyrmont (1858-1934)                                                                                  | x 1879 Emma van Waldeck-Pyrmont (1858-1934)                                                                                  | x 1879 Emma van Waldeck-Pyrmont (1858-1934)                                                                                  | x 1879 Emma van Waldeck-Pyrmont (1858-1934)                                                                                  | x 1879 Emma van Waldeck-Pyrmont (1858-1934)                                                                                  | x 1879 Emma van Waldeck-Pyrmont (1858-1934)                                                                                  | x 1879 Emma van Waldeck-Pyrmont (1858-1934)                                                                                  | x 1879 Emma van Waldeck-Pyrmont (1858-1934)                                                           | x 1879 Emma van Waldeck-Pyrmont (1858-1934)                                                           | x 1879 Emma van Waldeck-Pyrmont (1858-1934)                                                           | x 1879 Emma van Waldeck-Pyrmont (1858-1934)                                                           | x 1879 Emma van Waldeck-Pyrmont (1858-1934)                                                           | x 1879 Emma van Waldeck-Pyrmont (1858-1934)                                                           | x 1879 Emma van Waldeck-Pyrmont (1858-1934)                                                           | x 1879 Emma van Waldeck-Pyrmont (1858-1934)                                                           | x 1879 Emma van Waldeck-Pyrmont (1858-1934)                                                           | x 1879 Emma van Waldeck-Pyrmont (1858-1934)                                                           |
| Kinderen                                      | Willem (1840-1879)                                                               | Willem (1840-1879)                                                               | Willem (1840-1879)                                                               | Willem (1840-1879)                                                               | Maurits (1843-1850)                                                              | Maurits (1843-1850)                                                                        | Maurits (1843-1850)                                                                        | Maurits (1843-1850)                                                                        | Alexander (1851-1884)                                                                      | Alexander (1851-1884)                                                                      | Alexander (1851-1884)                                                                        | Alexander (1851-1884)                                                                        | Wilhelmina (1880-1962) x 1901 Hendrik van Mecklenburg-Schwerin (1876-1934)                   | Wilhelmina (1880-1962) x 1901 Hendrik van Mecklenburg-Schwerin (1876-1934)                   | Wilhelmina (1880-1962) x 1901 Hendrik van Mecklenburg-Schwerin (1876-1934)                   | Wilhelmina (1880-1962) x 1901 Hendrik van Mecklenburg-Schwerin (1876-1934)                   | Wilhelmina (1880-1962) x 1901 Hendrik van Mecklenburg-Schwerin (1876-1934)                   | Wilhelmina (1880-1962) x 1901 Hendrik van Mecklenburg-Schwerin (1876-1934)                   | Wilhelmina (1880-1962) x 1901 Hendrik van Mecklenburg-Schwerin (1876-1934)                   | Wilhelmina (1880-1962) x 1901 Hendrik van Mecklenburg-Schwerin (1876-1934)                   | Wilhelmina (1880-1962) x 1901 Hendrik van Mecklenburg-Schwerin (1876-1934)                                                   | Wilhelmina (1880-1962) x 1901 Hendrik van Mecklenburg-Schwerin (1876-1934)                                                   | Wilhelmina (1880-1962) x 1901 Hendrik van Mecklenburg-Schwerin (1876-1934)                                                   | Wilhelmina (1880-1962) x 1901 Hendrik van Mecklenburg-Schwerin (1876-1934)                                                   | Wilhelmina (1880-1962) x 1901 Hendrik van Mecklenburg-Schwerin (1876-1934)                                                   | Wilhelmina (1880-1962) x 1901 Hendrik van Mecklenburg-Schwerin (1876-1934)                                                   | Wilhelmina (1880-1962) x 1901 Hendrik van Mecklenburg-Schwerin (1876-1934)                                                   | Wilhelmina (1880-1962) x 1901 Hendrik van Mecklenburg-Schwerin (1876-1934)                                                   | Wilhelmina (1880-1962) x 1901 Hendrik van Mecklenburg-Schwerin (1876-1934)                                                   | Wilhelmina (1880-1962) x 1901 Hendrik van Mecklenburg-Schwerin (1876-1934)                                                   | Wilhelmina (1880-1962) x 1901 Hendrik van Mecklenburg-Schwerin (1876-1934)                            | Wilhelmina (1880-1962) x 1901 Hendrik van Mecklenburg-Schwerin (1876-1934)                            | Wilhelmina (1880-1962) x 1901 Hendrik van Mecklenburg-Schwerin (1876-1934)                            | Wilhelmina (1880-1962) x 1901 Hendrik van Mecklenburg-Schwerin (1876-1934)                            | Wilhelmina (1880-1962) x 1901 Hendrik van Mecklenburg-Schwerin (1876-1934)                            | Wilhelmina (1880-1962) x 1901 Hendrik van Mecklenburg-Schwerin (1876-1934)                            | Wilhelmina (1880-1962) x 1901 Hendrik van Mecklenburg-Schwerin (1876-1934)                            | Wilhelmina (1880-1962) x 1901 Hendrik van Mecklenburg-Schwerin (1876-1934)                            | Wilhelmina (1880-1962) x 1901 Hendrik van Mecklenburg-Schwerin (1876-1934)                            | Wilhelmina (1880-1962) x 1901 Hendrik van Mecklenburg-Schwerin (1876-1934)                            |
| Kleinkinderen                                 | -                                                                                | -                                                                                | -                                                                                | -                                                                                | -                                                                                | -                                                                                          | -                                                                                          | -                                                                                          | -                                                                                          | -                                                                                          | -                                                                                            | -                                                                                            | Juliana (1909-2004) x 1937 Bernhard van Lippe-Biesterfeld (1911-2004)                        | Juliana (1909-2004) x 1937 Bernhard van Lippe-Biesterfeld (1911-2004)                        | Juliana (1909-2004) x 1937 Bernhard van Lippe-Biesterfeld (1911-2004)                        | Juliana (1909-2004) x 1937 Bernhard van Lippe-Biesterfeld (1911-2004)                        | Juliana (1909-2004) x 1937 Bernhard van Lippe-Biesterfeld (1911-2004)                        | Juliana (1909-2004) x 1937 Bernhard van Lippe-Biesterfeld (1911-2004)                        | Juliana (1909-2004) x 1937 Bernhard van Lippe-Biesterfeld (1911-2004)                        | Juliana (1909-2004) x 1937 Bernhard van Lippe-Biesterfeld (1911-2004)                        | Juliana (1909-2004) x 1937 Bernhard van Lippe-Biesterfeld (1911-2004)                                                        | Juliana (1909-2004) x 1937 Bernhard van Lippe-Biesterfeld (1911-2004)                                                        | Juliana (1909-2004) x 1937 Bernhard van Lippe-Biesterfeld (1911-2004)                                                        | Juliana (1909-2004) x 1937 Bernhard van Lippe-Biesterfeld (1911-2004)                                                        | Juliana (1909-2004) x 1937 Bernhard van Lippe-Biesterfeld (1911-2004)                                                        | Juliana (1909-2004) x 1937 Bernhard van Lippe-Biesterfeld (1911-2004)                                                        | Juliana (1909-2004) x 1937 Bernhard van Lippe-Biesterfeld (1911-2004)                                                        | Juliana (1909-2004) x 1937 Bernhard van Lippe-Biesterfeld (1911-2004)                                                        | Juliana (1909-2004) x 1937 Bernhard van Lippe-Biesterfeld (1911-2004)                                                        | Juliana (1909-2004) x 1937 Bernhard van Lippe-Biesterfeld (1911-2004)                                                        | Juliana (1909-2004) x 1937 Bernhard van Lippe-Biesterfeld (1911-2004)                                 | Juliana (1909-2004) x 1937 Bernhard van Lippe-Biesterfeld (1911-2004)                                 | Juliana (1909-2004) x 1937 Bernhard van Lippe-Biesterfeld (1911-2004)                                 | Juliana (1909-2004) x 1937 Bernhard van Lippe-Biesterfeld (1911-2004)                                 | Juliana (1909-2004) x 1937 Bernhard van Lippe-Biesterfeld (1911-2004)                                 | Juliana (1909-2004) x 1937 Bernhard van Lippe-Biesterfeld (1911-2004)                                 | Juliana (1909-2004) x 1937 Bernhard van Lippe-Biesterfeld (1911-2004)                                 | Juliana (1909-2004) x 1937 Bernhard van Lippe-Biesterfeld (1911-2004)                                 | Juliana (1909-2004) x 1937 Bernhard van Lippe-Biesterfeld (1911-2004)                                 | Juliana (1909-2004) x 1937 Bernhard van Lippe-Biesterfeld (1911-2004)                                 |
| Achterkleinkinderen                           | -                                                                                | -                                                                                | -                                                                                | -                                                                                | -                                                                                | -                                                                                          | -                                                                                          | -                                                                                          | -                                                                                          | -                                                                                          | -                                                                                            | -                                                                                            | Beatrix (1938) x 1966 Claus (1926-2002)                                                      | Beatrix (1938) x 1966 Claus (1926-2002)                                                      | Beatrix (1938) x 1966 Claus (1926-2002)                                                      | Beatrix (1938) x 1966 Claus (1926-2002)                                                      | Beatrix (1938) x 1966 Claus (1926-2002)                                                      | Beatrix (1938) x 1966 Claus (1926-2002)                                                      | Irene (1939) x 1964-1981 Carel Hugo (1930-2010)                                              | Irene (1939) x 1964-1981 Carel Hugo (1930-2010)                                              | Irene (1939) x 1964-1981 Carel Hugo (1930-2010)                                                                              | Irene (1939) x 1964-1981 Carel Hugo (1930-2010)                                                                              | Irene (1939) x 1964-1981 Carel Hugo (1930-2010)                                                                              | Irene (1939) x 1964-1981 Carel Hugo (1930-2010)                                                                              | Irene (1939) x 1964-1981 Carel Hugo (1930-2010)                                                                              | Irene (1939) x 1964-1981 Carel Hugo (1930-2010)                                                                              | Margriet (1943) x 1967 Pieter (1939)                                                                                         | Margriet (1943) x 1967 Pieter (1939)                                                                                         | Margriet (1943) x 1967 Pieter (1939)                                                                                         | Margriet (1943) x 1967 Pieter (1939)                                                                                         | Margriet (1943) x 1967 Pieter (1939)                                                                  | Margriet (1943) x 1967 Pieter (1939)                                                                  | Margriet (1943) x 1967 Pieter (1939)                                                                  | Margriet (1943) x 1967 Pieter (1939)                                                                  | Christina (1947-2019) x 1975-1996 Jorge (1946)                                                        | Christina (1947-2019) x 1975-1996 Jorge (1946)                                                        | Christina (1947-2019) x 1975-1996 Jorge (1946)                                                        | Christina (1947-2019) x 1975-1996 Jorge (1946)                                                        | Christina (1947-2019) x 1975-1996 Jorge (1946)                                                        | Christina (1947-2019) x 1975-1996 Jorge (1946)                                                        |
| Bet- achterkleinkinderen                      | -                                                                                | -                                                                                | -                                                                                | -                                                                                | -                                                                                | -                                                                                          | -                                                                                          | -                                                                                          | -                                                                                          | -                                                                                          | -                                                                                            | -                                                                                            | Willem-Alexander (1967) x 2002 Maxima (1971)                                                 | Willem-Alexander (1967) x 2002 Maxima (1971)                                                 | Friso (1968-2013) x 2004 Mabel (1968)                                                        | Friso (1968-2013) x 2004 Mabel (1968)                                                        | Constantijn (1969) x 2001 Laurentien (1966)                                                  | Constantijn (1969) x 2001 Laurentien (1966)                                                  | Carlos (1970) x 2010 Annemarie (1977)                                                        | Carlos (1970) x 2010 Annemarie (1977)                                                        | Margarita (1972) x 2001-2006 Edwin (1966) x 2008 Tjalling (1975)                                                             | Margarita (1972) x 2001-2006 Edwin (1966) x 2008 Tjalling (1975)                                                             | Jaime (1972) x 2013 Viktória (1982)                                                                                          | Jaime (1972) x 2013 Viktória (1982)                                                                                          | Carolina (1974) x 2012 Albert (1974)                                                                                         | Carolina (1974) x 2012 Albert (1974)                                                                                         | Maurits (1968) x 1998 Marilène (1970)                                                                                        | Maurits (1968) x 1998 Marilène (1970)                                                                                        | Bernhard jr (1969) x 2000 Annette (1972)                                                                                     | Bernhard jr (1969) x 2000 Annette (1972)                                                                                     | Pieter Christiaan (1972) x 2005 Anita (1969)                                                          | Pieter Christiaan (1972) x 2005 Anita (1969)                                                          | Floris (1975) x 2005 Aimée (1977)                                                                     | Floris (1975) x 2005 Aimée (1977)                                                                     | Bernardo (1977) x 2009 Eva (1978)                                                                     | Bernardo (1977) x 2009 Eva (1978)                                                                     | Nicolás (1979)                                                                                        | Nicolás (1979)                                                                                        | Juliana (1981)                                                                                        | Juliana (1981)                                                                                        |
| Betbet- achterkleinkinderen                   | -                                                                                | -                                                                                | -                                                                                | -                                                                                | -                                                                                | -                                                                                          | -                                                                                          | -                                                                                          | -                                                                                          | -                                                                                          | -                                                                                            | -                                                                                            | Amalia (2003) Alexia (2005) Ariane (2007)                                                    | Amalia (2003) Alexia (2005) Ariane (2007)                                                    | Luana (2005) Zaria (2006)                                                                    | Luana (2005) Zaria (2006)                                                                    | Eloise (2002) Claus-Casimir (2004) Leonore (2006)                                            | Eloise (2002) Claus-Casimir (2004) Leonore (2006)                                            | Carlos (1997) (buitenechtelijk) Luisa (2012) Cecilia (2013) Carlos (2016)                    | Carlos (1997) (buitenechtelijk) Luisa (2012) Cecilia (2013) Carlos (2016)                    | Julia (2008) Paola (2011) | Julia (2008) Paola (2011) | Zita (2014) Gloria (2016) | Zita (2014) Gloria (2016) | Alaïa-Maria (2014) Xavier (2015)                                                                                             | Alaïa-Maria (2014) Xavier (2015)                                                                                             | Anna (2001) Lucas (2002) Felicia (2005)                                                                                      | Anna (2001) Lucas (2002) Felicia (2005)                                                                                      | Isabella (2002) Samuel (2004) Benjamin (2008)                                                                                | Isabella (2002) Samuel (2004) Benjamin (2008)                                                                                | Emma (2006) Pieter (2008)                                                                             | Emma (2006) Pieter (2008)                                                                             | Magali (2007) Eliane (2009) Willem Jan (2013)                                                         | Magali (2007) Eliane (2009) Willem Jan (2013)                                                         | Isabel (2009) Julian (2011)                                                                           | Isabel (2009) Julian (2011)                                                                           | - | - | Kai (2014) Numa (2016) Aida (2019)                                                                    | Kai (2014) Numa (2016) Aida (2019)                                                                    |